# Arquebisbat de Besançon
L'arquebisbat de Besançon és una seu metropolitana de l'Església Catòlica a França. Al 2012 tenia 533.000 batejats sobre una població de 583.729 habitants. Des del 2013 està regida per l'arquebisbe Jean-Luc Marie Maurice Louis Bouilleret.

## Territori
L'arxidiòcesi comprèn el departament francès del Doubs (llevat el país de Montbéliard i de l'Alt Saona (excepte Héricourt). La seu arxiepiscopal és la ciutat de Besançon, on es troba la catedral de Sant Joan. El territori s'estén sobre 9.732 km², i està dividit en 67 parròquies i 13 diaconats.
La província eclesiàstica de Besançon comprèn les següents diòcesis sufragànies:
- bisbat de Belfort-Montbéliard
- bisbat de Nancy
- bisbat de Saint-Claude
- bisbat de Saint-Dié
- bisbat de Verdun

## Història

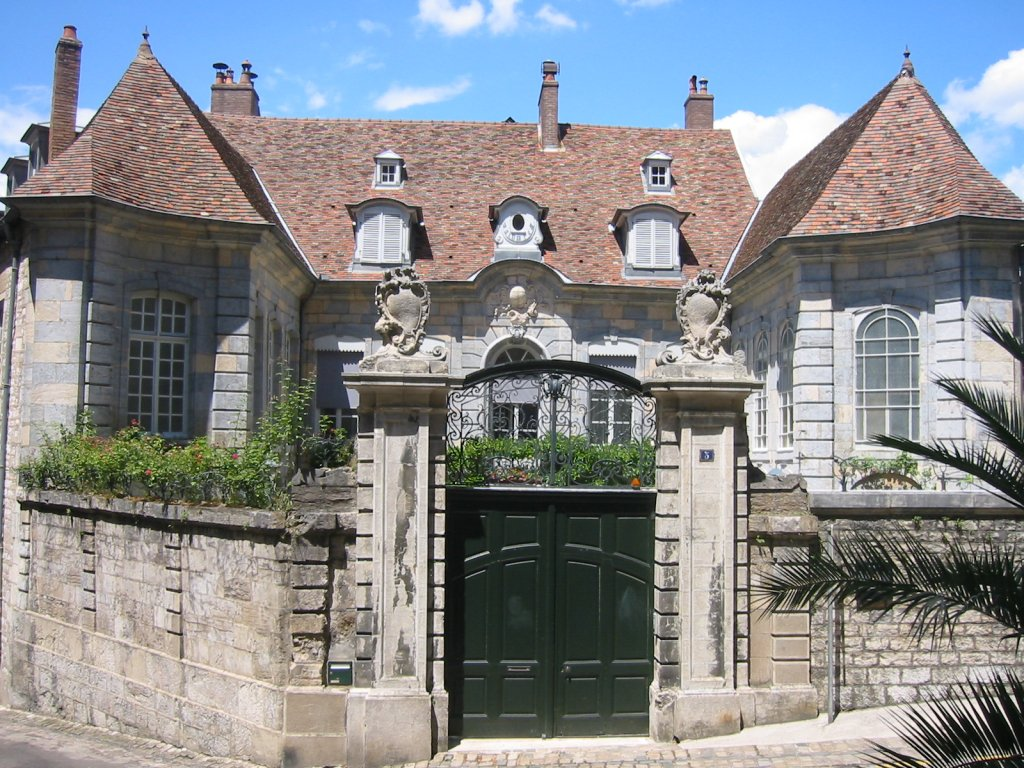
Arquebisbat de Besançon

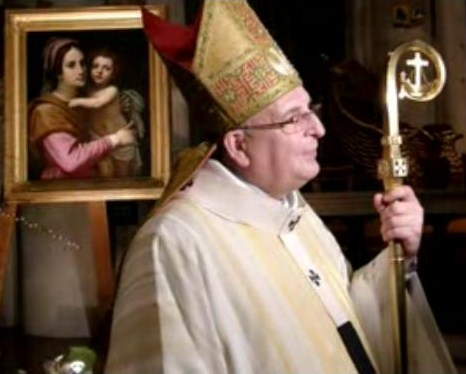
André Lacrampe

Vesontio era la capital i el principal centre de la població dels sequans; en l'època que Dioclecià es va convertir en la metròpolis de la província romana de Maxima Sequanorum, com ho demostra la Notitia Galliarum de principis del segle v.
Cap a finals del segle ii el bisbe Ireneu de Lió envià dos evangelitzadors, el prevere sant Ferriol i el seu germà el diaca sant Ferruci (originaris d'Atenes) a fundar l'església de Besançon. Tots dos van ser martiritzats cap el 212 i es convertiren en els patrons de Besançon.
L'existència d'una diòcesi és testificada per primera vegada amb el bisbe Pancario, el nom del qual s'esmenta a les actes del pseudo concili de Colònia del 346. Després d'aquest està testimoniat, al voltant del 444, el bisbe Chelidonio. Amb l'afirmació de l'organització eclesiàstica, Vesontio es va convertir en seu metropolitana de la província eclesiàstica, inspirat en la civil, que incloïa les diòcesis sufragànies d'Avenches (posteriorment Lausana) i Basilea, al qual es va afegir la de Belley.
La diòcesi va ser destruïda durant el període de les grans invasions bàrbares (els borgonyons i els alamans envaïren la Sequània) des del segle iv després de la caiguda de l'Imperi Romà, però després es reorganitza a principis del segle vii amb els reis catòlics francs merovingis que combateren o integraren durant diversos segles els bàrbars de França sota la direcció dels papes catòlics d'occident.
Cap al final del segle vi sant Columbà va fundar l'abadia de Luxeuil, un dels més importants i més conegudes de França. Saquejada pels sarraïns el 732, va ser reconstruïda per Carlemany i confiada als benedictins.
Durant el període carolingi feudal, els comtes de Borgonya tenien el poder temporal i exercitaren una àmplia influència sobre els arquebisbes, que no obstant això van tenir un paper important.
Al segle xii la diòcesi donà a l'Església un gran Papa, Calixt II, originari de Quingey (a uns 20 km al sud de Besançon) elegit a l'abadia de Cluny a la Borgonya, instigador del pelegrinatge a Sant Jaume de Compostel·la.
Les noves abadies, especialment les cistercenques, es multiplicaren: eren els principals focus de la resistència davant del cisma episcopal de l'emperador alemany Frederic Barba-roja, sobirà del Franc Comtat i l'arquebisbe de Besançon .
Des del segle xiii i fins al segle xvi, quan esclatà la reforma protestant, les institucions catòliques s'anaren deteriorant. El sobirà polític i el Parlament ajudà a mantenir la fe tradicional. En aquella època difícil per a les comunitats cristianes, l'arxidiòcesi va ser el refugi de molts catòlics que va fugir de Suïssa i en especial dels bisbats sufraganis de Lausana i Basilea, expulsats de la seva seus episcopals per la victòria dels reformistes.
El 1742 Besançon va cedir una part del seu territori per a la creació de la diòcesi de Saint-Claude. El territori de l'arxidiòcesi va coincidir durant tot l'Antic Règim i fins al segle xviii amb Comtat de Borgonya (o Franc Comtat, incloen el comtat de Montbéliard), i estava dividit en 16 diaconats i 900 parròquies. Abans de la revolució, l'arxidiòcesi estava entre les diòcesis deToul i Saint-Dié al nord, la diòcesi de Basilea, a l'est, la de Lausana al sud-est, i les diòcesis de Saint-Claude i Langres a l'oest.
Per la constitució civil del clergat, decretat per l'Assemblea Nacional Constituent del 12 de juliol de 1790, Besançon va esdevenir la seu de la diòcesi del departament del Doubs i la metròpoli de la ciutat metropolitana d'Orient incloent les diòcesi departamentals de l'Alt Rin, del Baix Rin, dels Vosges, de la Haute-Saône, de l'Alt Marne, de la Costa d'Or i del Jura. Encara que sancionat per Lluís XVI el 24 de d'agost següent, la Constitució civil del Clergat no va ser reconeguda per la Santa Seu.
Després del concordat del 1801, la butlla Qui Christi Domini del 29 de novembre de 1801 el Papa Pius VII va mantenir l'arxidiòcesi de Besançon per als tres departaments de Doubs, Haute-Saône i Jura, annexionant-se el territori de la diòcesi de Saint-Claude, que va ser suprimida.
Per la butlla Caritatis Paternae del 6 d'octubre de 1822 Pius VII va restaurar la diòcesi de Saint-Claude en el departament de Jura. L'arxidiòcesi de Besançon llavors tenia com a sufragànies Dijon i Autun (anteriorment dependent de Lió, a la que van tornar sota de la Restauració), Metz, Nancy, i Estrasburg, aquests tres últims amb anterioritat sufragànies dels arquebisbats de diòcesis de Trier o de Mainz.
Després de la Guerra Francoprussiana de 1870-1871, el Territori de Belfort, va romandre francès i separat del bisbat d'Estrasburg, va ser integrat a l'arxidiòcesi de Besançon. Això comprenia els tres departaments de Doubs, l'Haute-Saône i el Territori de Belfort.
Per la butlla del Papa Joan Pau II del 3 de novembre de 1979, el territori de Belfort, Montbéliard i el municipi d'Héricourt (Alt Saona) es van separar de la diòcesi de Besançon i van formar una nova diòcesi autònoma, la diòcesi de Belfort-Montbéliard.

## Episcopologi
El catàleg episcopal de Besançon més antics són bastant antics i tots van acaben, de primera mà, amb el bisbe Hugues de Salins († 1067). Louis Duchesne distingeix aquests catàlegs en tres tipologies diferents, cadascuna amb les seves variants i documentades per còpies diferents. Curiosament, la tipologia B omet aquells bisbes que, al segle xi, eren considerats intrusos o de dubtosa vida moral: aquest és un clar indici que el catàleg tenia un ús litúrgic.
- Sant Lino †[2]
- Sant Massimino †
- Sant Paolino †
- Sant Eusebio †
- Sant Ilario †
- Sant Pancario † (citat el 346)
- Sant Giusto †
- Sant'Aniano †
- Sant Fronimio †
- Sant Desiderio †
- Sant Germano †[3]
- Sant Leonzio †
- Sant Chelidonio † (citat el 444 aproximadament)
  - Importuno † (il·legítim)[4]
- Gelmeisilo †[5]
- Sant Antidio † (segona meitat del segle v)[6]
- Amanzio † (finals del segle v o inicis del VI)
- Claudio I † (citat el 517)[7]
- Urbico † (citat el 549)
- Sant Tetradio I † (inicis de 552 - finals de 570)
- Sant Silvestro † (inicis de 573 - finals de 585)[8]
- Sant Protadio † (citat el 614)
- Sant Donato † (inicis de 627 - finals de febrer de 658)
- Sant Nicet † (citat el 670)[9]
- Ternisco (o Ternazio) † (citat el 679 o 680)
- Gervasio †
- Sant Claudio II † (685 – finals del segle vii mort)
- Felice †
- Tetradio II †[10]
- Abbone †
- Waldelberto †
- Euroldo †
- Arnolfo ? †[11]
- Erveo † (inicis de 757 - finals de 762)
- Sant Gedeone †[12]
- Bernoino † (inicis de 811 - finals de 828)
- Amalvino † (inicis de 838 - finals de 840)
- Arduico † (vers 843[13] - agost de 870)
- Teodorico † (inicis de 875 - finals de 895)
- Berengario † (inicis de 927 - vers 928 mort)
  - Aymino † (citat el 915) (anti-bisbe)[14]
  - Conterio † (bisbe electe)[15]
- Gerfroi † (inicis de 932 - finals de 953)
- Guy †
- Guichard † (en temps d'Otó III)
- Liétaud † (inicis de 993 - finals de 994)
- Hector † (citat el 1008 aproximadament)[16]
  - Berthald † (bisbe electe)[17]
- Gauthier † (inicis de 1016 - 2 d'octubre de vers 1031 mort)
- Hugues de Salins † (7 de novembre de 1031 - 27 de juliol de 1067 mort)
- Hugues de Montfaucon † (1067 - 28 de setembre de 1085 mort)
- Hugues de Bourgogne † (1085 - 13 de setembre de 1100 mort)
- Hugues (Ponce) † (abans de gener de 1101 o 1102 - 1107 mort)
- Guillaume d'Arguel † (abans de novembre de 1108 - 1117 renuncià)
- Anseric de Montréal † (finals de juny de 1117 - 20 d'abril de 1134 mort)
- Humbert de Scey † (1134 - 1 d'octubre de 1161 renuncià)
- Gauthier de Bourgogne † (abans de setembre de 1162 - 1163 nomenat bisbe de Langres)
- Herbert † (1163 - 1170 deposat)
- Eberard de Saint-Quentin † (1171 - 3 d'octubre de 1180 mort)
- Thierry de Montfaucon † (1180 - 23 de novembre de 1191 mort)
- Etienne de Vienne † (1191 - 11 de juny de 1193 mort)
- Amédée de Tramelay † (inicis de 1197 - 28 de maig de 1220 renuncià)
- Gérard de Rougemont † (26 de març de 1221 - 15 de març de 1225 mort)
- Joan d'Abbeville, O.S.B.Clun. (19 d'octubre de 1225 - 23 de desembre de 1226 nomenat patriarcat de Costantinoble)
- Nicolas de Flavigny † (1227 - 7 de desembre de 1235 mort)
- Geoffroy † (1236 - 2 de maig de 1241 mort)
- Jean de Franciogia † (1242 - 1244 renuncià)
- Guillaume de la Tour † (25 de març de 1245 - 20 d'agost de 1268 mort)
- Eudes de Rougemont † (9 de febrer de 1269 - 23 de juny de 1301 mort)
- Hugues de Chalon † (11 de desembre de 1301 - 1311 mort)
- Vital de Maignaut † (23 de juny de 1312 - 27 d'agost de 1333 mort)
- Hugues de Vienne † (22 de desembre de 1333 - 12 de maig de 1355 mort)
- Jean de Vienne † (8 de juny de 1355 - 15 de novembre de 1361 nomenat bisbe de Metz)
- Louis de Montbéliard † (17 de novembre de 1361 - 25 de juliol de 1362 mort)
- Aymon de Villersexel † (20 de març de 1363 - 10 de desembre de 1370 mort)
- Guillaume de Vergy † (29 de gener de 1371 - 17 d'abril de 1391 renuncià)
- Gerard d'Athies, O.S.B. † (4 de desembre de 1391 - 22 de novembre de 1404 mort)
- Thiébaud de Rougemont † (20 de febrer de 1405 - 16 de setembre de 1429 mort)
  - Jean de la Rochetaillée † (14 d'octubre de 1429 - 24 de març de 1437 mort, administrador apostòlic)
- Francesco Condulmer † (27 de març de 1437 - 20 d'octubre de 1438 nomenat bisbe de Verona)
- Jean de Norry † (11 de febrer de 1439 - 1439 mort)
- Quentin Ménard † (23 de setembre de 1439 - 18 de desembre de 1462 mort)
- Charles de Neufchâtel † (14 d'abril de 1463 - 20 de juliol de 1498 mort)
- François de Busleiden † (14 de març de 1499 - 23 d'agost de 1502 mort)
- Antoine de Vergy † (4 de novembre de 1502 - 29 de desembre de 1541 mort)
- Pierre de la Baume † (29 de desembre de 1541 - 27 de juny de 1543 renuncià)
- Claude de la Baume † (27 de juny de 1543 - 14 de juny de 1584 mort)
- Antoine Perrenot de Granvella † (14 de novembre de 1584 - 21 de setembre de 1586 mort)
- Ferdinand de Rye † (5 de novembre de 1586 - 20 d'agost de 1636 mort)
- François de Rye † (20 d'agost de 1636 - 17 d'abril de 1637 mort)
- Claude D'Achey † (14 de maig de 1638 - 17 d'octubre de 1654 mort)
- Charles-Emmanuel de Gorrevod † (29 d'octubre de 1654 - 20 de juliol de 1659 mort)
- Jean-Jacques Fauche de Domprel † (21 de febrer de 1661 - 11 de març de 1662 mort)
- Antoine-Pierre de Grammont, O.S.B. † (15 de gener de 1663 - 1 de maig de 1698 mort)
- François-Joseph de Grammont † (7 de setembre de 1699 - 21 d'agost de 1717 mort)
- René de Mornay † (6 de maig de 1720 - 19 de maig de 1721 mort)
  - Sede vacante (1721-1724)
- Honoré-François Grimaldi de Múnic † (20 de novembre de 1724 - 1 de març de 1732 renuncià)
- Antoine-François de Bliterswyck de Montcley † (31 de març de 1732 - 12 de novembre de 1734 mort)
- Antoine-Pierre de Grammont † (27 de juny de 1735 - 7 de setembre de 1754 mort)
- Antoine Clériade de Choiseul-Beaupré † (17 de març de 1755 - 7 de gener de 1774 mort)
- Raymond de Durfort † (9 de maig de 1774 - 19 de març de 1792 mort)
  - Sede vacante (1792-1801)
- Claude Le Coz † (29 d'abril de 1802 - 3 de maig de 1815 mort)
- Gabriel Cortois de Pressigny † (1 d'octubre de 1817 - 2 de maig de 1823 mort)
- Paul-Ambroise Frère de Villefrancon † (2 de maig de 1823 - 27 de març de 1828 mort)
- Louis-François-Auguste de Rohan-Chabot † (15 de desembre de 1828 - 8 de febrer de 1833 mort)
- Louis-Guillaume-Valentin Dubourg, P.S.S. † (29 de juliol de 1833 - 12 de desembre de 1833 mort)
- Jacques-Marie-Adrien-Césaire Mathieu † (30 de setembre de 1834 - 9 de juliol de 1875 mort)
- Pierre-Antoine-Justin Paulinier † (17 de setembre de 1875 - 12 de novembre de 1881 mort)
- Joseph-Alfred Foulon † (30 de març de 1882 - 26 de maig de 1887 nomenat arquebisbe de Lió)
- Arthur-Xavier Ducellier † (26 de maig de 1887 - 29 de juny de 1893 mort)
- Marie-Joseph-Jean-Baptiste-André-Clément-Fulbert Petit † (18 de maig de 1894 - 28 d'agost de 1909 mort)
- François-Léon Gauthey † (20 de gener de 1910 - 25 de juliol de 1918 mort)
- Louis Humbrecht † (14 de setembre de 1918 - 28 de juny de 1927 mort)
- Charles-Henri-Joseph Binet † (31 d'octubre de 1927 - 15 de juliol de 1936 mort)
- Maurice-Louis Dubourg † (9 de desembre de 1936 - 31 de gener de 1954 mort)
- Marcel-Marie-Henri-Paul Dubois † (10 de juny de 1954 - 2 de juliol de 1966 renuncià)
- Marc-Armand Lallier † (26 d'agost de 1966 - 6 de març de 1980 jubilat)
- Lucien Charles Gilbert Daloz † (12 de desembre de 1980 - 13 d'agost de 2003 renuncià)
- André Jean René Lacrampe, Ist. del Prado † (13 d'agost de 2003 - 25 d'abril de 2013 renuncià)
- Jean-Luc Marie Maurice Louis Bouilleret, des del 10 d'octubre de 2013

## Escut d'armes de l'arxidiòcesi
En l'heràldica del Sacre Imperi Romanogermànic de Johann Siebmacher, publicat el 1606, les armes de la diòcesi de Besançon són "gules l'àguila d'or representada". Aquesta àguila està en la moneda que batia l'arquebisbe de Besançon. Al revers de les monedes apareixien els símbols dels dos capítols de Besançon: el braç de sant Esteve i l'àguila de Sant Joan. Aquest escut d'armes dels dos capítols de Besançon s'imposà gradualment com l'escut d'armes de la diòcesi de Besançon.

Blasó antic de la diòcesi
Blasó modern de la diòcesi

## Demografia
A finals del 2012, la diòcesi tenia 533.000 batejats sobre una població de 583.729 persones, equivalent al 91,3% del total.
| any  | població | població | població | sacerdots | sacerdots       | sacerdots       | sacerdots             | diaques | religiosos | religiosos | parròquies |
| ---- | -------- | -------- | -------- | --------- | --------------- | --------------- | --------------------- | ------- | ---------- | ---------- | ---------- |
| any  | batejats | total    | %        | total     | clergat secular | clergat regular | batejats por sacerdot | diaques | homes      | dones      |            |
| 1950 | 565.000  | 574.000  | 98,4     | 1.008     | 943             | 65              | 560                   |         | 188        | 1.678      | 892        |
| 1959 | 730.000  | 760.000  | 96,1     | 1.135     | 1.040           | 95              | 643                   |         | 157        | 2.014      | 902        |
| 1970 | 740.000  | 782.879  | 94,5     | 874       | 824             | 50              | 846                   |         | 50         | 1.750      | 885        |
| 1980 | 475.500  | 501.450  | 94,8     | 641       | 608             | 33              | 741                   |         | 86         | 1.297      | 748        |
| 1990 | 503.000  | 528.000  | 95,3     | 489       | 459             | 30              | 1.028                 | 4       | 81         | 913        | 770        |
| 1999 | 500.000  | 535.000  | 93,5     | 339       | 326             | 13              | 1.474                 | 16      | 60         | 710        | 76         |
| 2000 | 510.000  | 550.412  | 92,7     | 329       | 318             | 11              | 1.550                 | 16      | 58         | 685        | 76         |
| 2001 | 512.000  | 550.412  | 93,0     | 321       | 310             | 11              | 1.595                 | 19      | 56         | 672        | 67         |
| 2002 | 500.000  | 552.793  | 90,4     | 311       | 299             | 12              | 1.607                 | 19      | 60         | 638        | 67         |
| 2003 | 500.000  | 550.412  | 90,8     | 296       | 285             | 11              | 1.689                 | 19      | 55         | 606        | 67         |
| 2004 | 500.000  | 550.412  | 90,8     | 278       | 266             | 12              | 1.798                 | 21      | 54         | 597        | 67         |
| 2006 | 500.000  | 550.000  | 90,9     | 258       | 250             | 8               | 1.937                 | 24      | 50         | 565        | 67         |
| 2012 | 533.000  | 583.729  | 91,3     | 215       | 202             | 13              | 2.479                 | 29      | 46         | 415        | 67         |